# Де Регт, Гиан
Гиан де Регт (нидерл. Gyan de Regt; род. 18 августа 2003, Папендрехт, Южная Голландия) — нидерландский футболист, вингер клуба «Эксельсиор».

## Клубная карьера
Де Регт — воспитанник клубов «Папендрехт», «Дордрехт», «Альфенсе Бойз» и «Витесс». 18 января 2022 года в поединке Кубка Нидерландов против ДВС 33 Гиан дебютировал за основной состав последних. 13 марта в матче против «Хераклеса» он дебютировал в Эредивизи. 10 декабря 2023 года в поединке против «Хераклеса» Гиан забил свой первый гол за «Витесс».